# Isabelle Kabatu

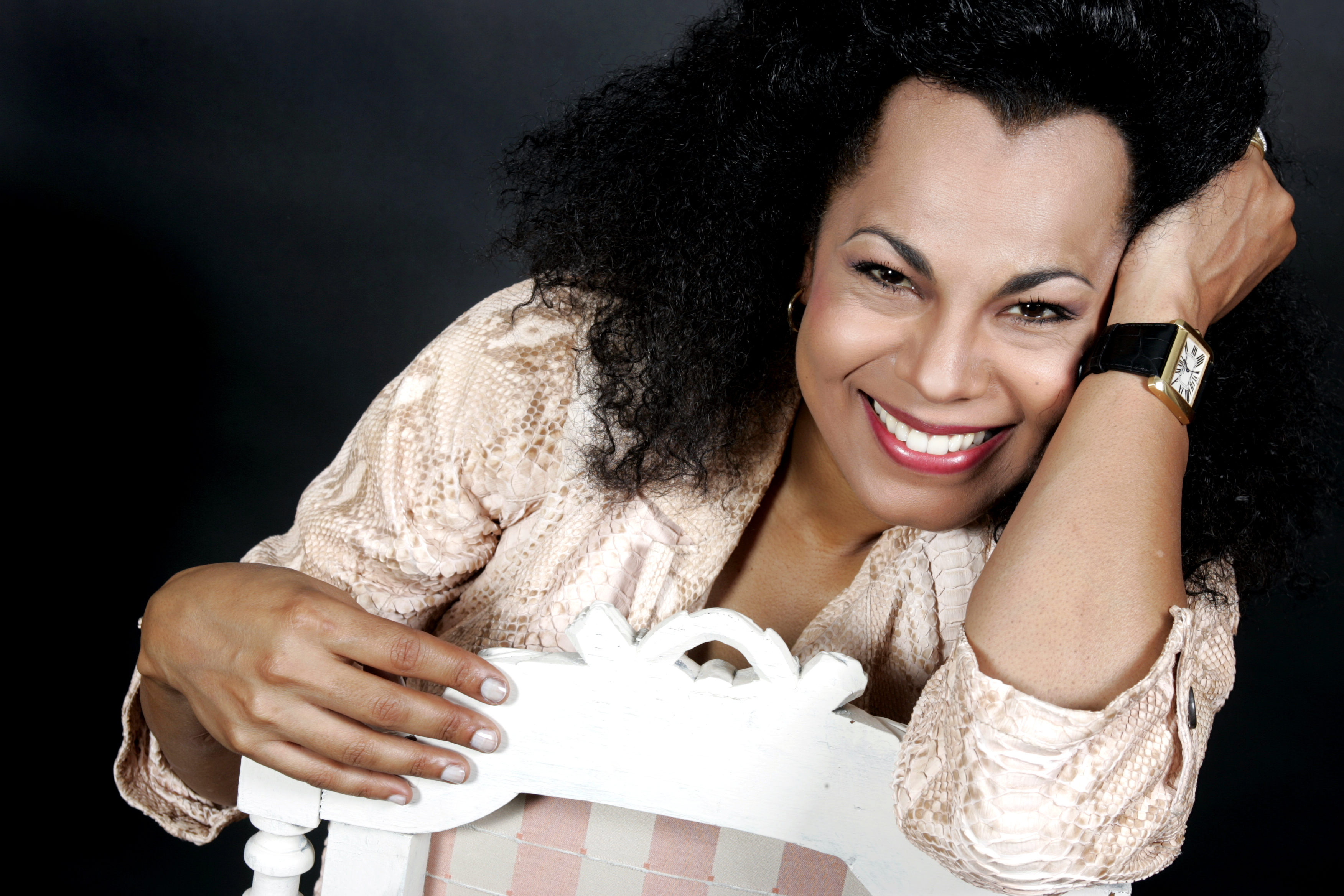
Isabelle Kabatu, vor 2008

Isabelle Kabatu (* um 1970 in Montignies-sur-Sambre) ist eine belgische Opernsängerin (Sopran).

## Leben
Isabelle Kabatu studierte Gesang am Musikkonservatorium in Nizza bei Jean Pierre Blivet. Sie gewann zahlreiche internationale Gesangswettbewerbe: Pais, Bilbao, Clermont-Ferrand und Vervierst. 1994 wurde die Künstlerin mit dem IST-Preis des renommierten Giovanni-Battista-Viotti-Wettbewerbs in Varolla ausgezeichnet.
Als Violetta in La traviata debütierte sie in Lissabon. Dies war der Beginn einer steilen internationalen Karriere. An der Houston Grand Opera, der Mailänder Scala, an der Oper in Paris sowie Tokio sang sie die Bess in Porgy und Bess.
Die Künstlerin gastierte an allen großen Opernhäusern, unter anderem in Wien, Berlin, Hamburg, Madrid, Rom, Zürich, Genf, Mailand, San Francisco, Barcelona, Moskau, Köln, Paris, Amsterdam, Athen, Verona  usw. An diesen Bühnen verkörperte sie alle großen Rollen ihres Faches: Tosca, Madame Butterfly, Violetta, Aida, Manon Lescaut, Mimi, Venus, Leonora, Elisabeth von Valois, Salome, Sieglinde u. a. m. Dabei arbeitete sie mit bedeutenden Dirigenten der Zeit zusammen wie Yves Abel, Daniel Barenboim, Riccardo Chailly, Daniele Gatti, Michel Plasson, Nello Santi sowie Franz Welser-Möst.
Die Sopranistin ist mit dem Regisseur Stefano Giuliani verheiratet. Gemeinsam mit ihrem Mann gründete sie die Opern-Company Da Tempesta. Diese soll jungen Sängerinnen und Sänger die benötigte Bühnenerfahrung ermöglichen.

## DVD
- Tannhäuser 2004 (Opernhaus Zürich)

## CD
- Sly von Ermanno Wolf-Ferrari (2008)
- Porgy and Bess (2010)